# Kommerstaedt (Adelsgeschlecht)

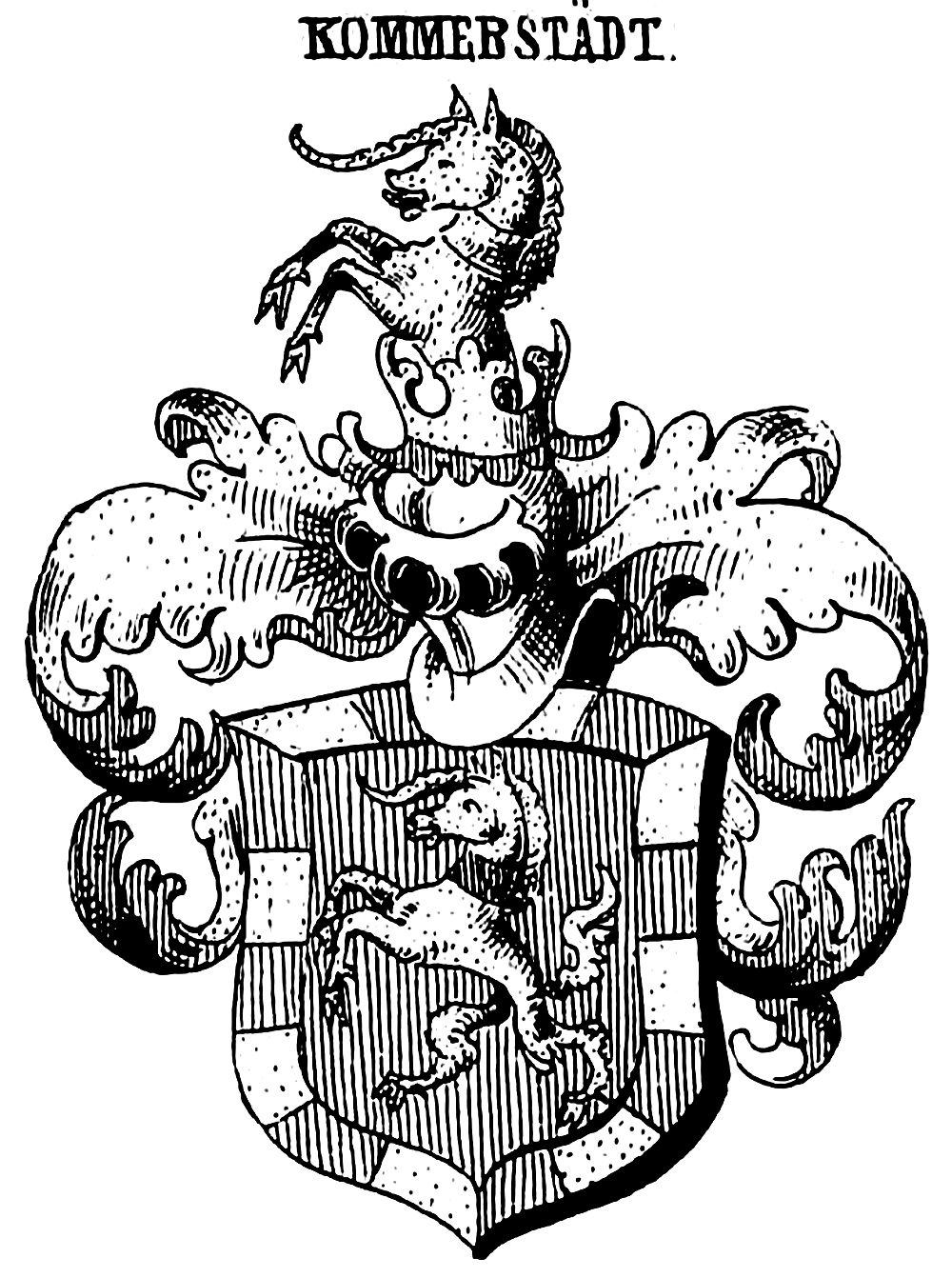
Wappen derer von Kommerstädt

Die Familie Kommerstaedt, auch Kommerstädt, Kom(m)erstadt, Commerstedt, Kummerstadt o. ä., ist ein meißnisches Ratsgeschlecht, das 1538 in den Adelsstand erhoben wurde. 

## Geschichte
Die Familie leitete ihre Herkunft von der Wüstung Gommerstedt in Thüringen und von dem dort ansässig gewesenen Adelsgeschlecht ab, das 1268 erstmals urkundlich erwähnt wird.
Die Stammreihe der Familie beginnt mit dem 1497 in Meißen erwähnten Ratsherrn Theodoricus Commerstedt († 1519), der in den Franziskanerorden aufgenommen worden ist. Jener wurde auch als Ditterich Comerstet genannt; mit zwei Söhnen starb er am selben Tag. Seine Gemahlin Anna geb. von Betschütz heiratete nachmals den Meißener Ratsherrn Lucas Hoffmann. König Ferdinand I. von Böhmen erhob am 30. April 1538 in Prag Dietrich Commerstedts Söhne Dr. Georg, Niklas (Nicolaus Commerstadt, Pfarrer zu St. Nicolai) und Hans Kommerstädt in den rittermäßigen Adelsstand für das Reich und die habsburgischen Erblande und besserte das bereits ihnen von Kaiser Karl V. verliehene Wappen. Die Verleihung des rittermäßigen Adels wurde am 29. Mai 1540 in Antwerpen bestätigt. Im Frühjahr 1576 war der Merseburger Domherr von Kommerstädt als verstorben genannt. Seit dem 19. Jahrhundert schrieben sich alle Familienmitglieder einheitlich Kommerstaedt.

## Besitzungen (Auswahl)
- Altleis, Gröba (1855 bis 1895),[7] Kalkreuth, Modelwitz (1565 bis 1591), Schönfeld (1588 bis 1912)

## Wappen

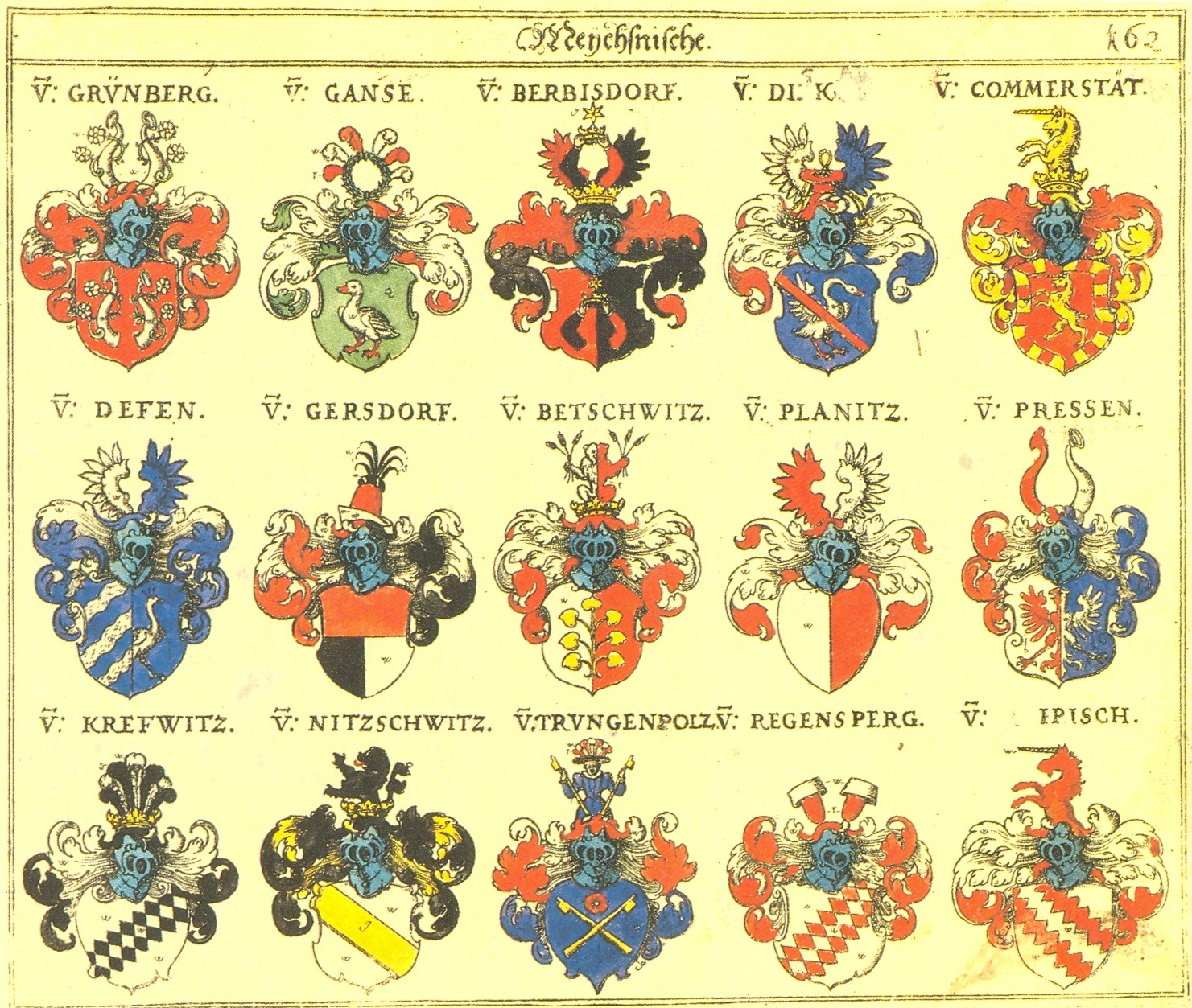
Wappen derer von Kommerstaedt in Johann Siebmachers Wappenbuch von 1605, Abteilung Ritterschaft und Adel zu Meißen, obere Reihe, erstes Wappen von rechts

Das Wappen von 1538 und 1540 zeigt innerhalb eines von Gold und Rot zwölfmal gestückelten Schildrandes in Rot ein goldenes Einhorn mit rotem Halsband. Auf dem Helm mit rot-goldenen Helmdecken das Einhorn wachsend.

## Bekannte Familienmitglieder
- Georg von Komerstadt (1498–1559), herzoglich-sächsischer Rat
- Hieronymus von Kommerstaedt (1549/50), Gesandter des Erzbischofs von Riga
- Friedrich Wilhelm von Kommerstädt (1774–1819), preußischer und später sächsischer Beamter
- Heinrich Ludwig von Kommerstaedt (1824–1877), Gutsbesitzer und Reichstagsabgeordneter